# Canton d'Heuchin
Le canton de Heuchin est une division administrative française située dans le département du Pas-de-Calais et la région Nord-Pas-de-Calais.

## Géographie

Le Canton d'Heuchin dans l'arrondissement d'Arras

Ce canton est organisé autour de Heuchin dans l'arrondissement d'Arras. Son altitude varie de 42 m (Tilly-Capelle) à 196 m (Fiefs) pour une altitude moyenne de 111 m.
Le canton se trouve dans la sixième circonscription du Pas-de-Calais.

## Histoire
De 1833 à 1848, les cantons d'Aubigny-en-Artois et d'Heuchin avaient le même conseiller général. Le nombre de conseillers généraux était limité à 30 par département.

## Représentation

### conseillers généraux de 1833 à 2015
| Période         | Période      | Identité                           | Étiquette    | Qualité                                                                          |
| --------------- | ------------ | ---------------------------------- | ------------ | -------------------------------------------------------------------------------- |
| 1833            | 1842         | Omer Chabé (1780-1856)             |              | Propriétaire Maire de Cambligneul                                                |
| 1842            | 1848         | Adrien Mathieu                     | Droite       | Cultivateur, maire de Camblain-l'Abbé Député (1869-1870)                         |
| 1848            | 1861         | Jean-François Paternelle           |              | Propriétaire à Pernes Juge de paix du canton d'Heuchin                           |
| 1861            | 1867         | Edouard Duflos                     |              | Notaire, juge de paix, maire d'Heuchin (1853-1861)                               |
| 1867            | 1889         | Marquis Adolphe de Partz de Pressy | Monarchiste  | Propriétaire à Equirre Député (1871-1881 et 1885-1889)                           |
| 1889            | 1904 (décès) | Adhémar Delepouve                  | Républicain  | Médecin - Maire d'Heuchin (1895-1904)                                            |
| 1904            | 1913         | Aimable Corbier                    | Républicain  | Maire de Pernes (1904-1908 et 1909-1916)                                         |
| 1913            | 1936 (décès) | Alfred Salmon                      | URD-RG       | Agriculteur et brasseur Maire de Pernes Député (1924-1933) Sénateur (1933-1936)  |
| 1936            | 1940         | Paul Thellier                      | RG           | Avocat Député (1934-1942) Ministre (1936-1940) Saint-Pol-sur-Ternoise            |
|                 |              |                                    |              |                                                                                  |
| 1945            | 1965 (décès) | Marcel Dollet                      | SFIO         | Brasseur Maire de Nédonchel (1929-1946) Maire de Pernes (1959-1963)              |
| 24 octobre 1965 | 1970         | René Delepouve                     | RI           | Médecin Maire de Heuchin (1959-1970)                                             |
| 1970            | 1973 (décès) | Gaëtan Marichez                    | SFIO-PS      | Instituteur, député suppléant de Lucien Pignion (1973), maire d'Anvin            |
| 1974            | 1988         | Edouard Malle                      | SFIO puis PS | Employé de banque député suppléant de Lucien Pignion (1978-1986) Maire de Pressy |
| 1988            | 2006 (décès) | Charles Delaire                    | RPR puis UMP | Représentant de commerce Maire d'Heuchin (1994-2006)                             |
| 2006            | 2015         | Jean-Marie Olivier                 | PS           | Chef d'entreprise Maire de Pernes                                                |

### Conseillers d'arrondissement (de 1833 à 1940)
Le canton d'Heuchin appartenait à l'arrondissement de Saint-Pol jusqu'à sa disparition en 1926.
Il avait deux conseillers d'arrondissement jusqu'en 1926.
| Période                                  | Période      | Identité                                        | Étiquette   | Qualité |
| ---------------------------------------- | ------------ | ----------------------------------------------- | ----------- | --- |
| 1833                                     |              | Alexis Vasseur                                  |             | Maire d'Eps                                                                                                 |
|                                          |              |                                                 |             | |
| av.1892                                  | 1904         | Auguste-Casimir Salmon                          | Républicain | Brasseur et cultivateur à Pernes                                                                            |
|                                          |              |                                                 |             | |
| av.1892                                  | 1928         | Arcade Joseph Marie Martin                      | Républicain | Maire de Nédonchel                                                                                          |
| 1922                                     | 1926 (décès) | Augustin François Alexandre Delgery (1865-1926) | Républicain | Maire d'Équirre                                                                                             |
| 14 mars 1926                             | 1934         | Léonard Rolland (1886-1963)                     | RG          | Cultivateur, maire de Boyaval                                                                               |
| 1934                                     | 1940         | Irénée Gournay (1895-1969)                      | RG          | Marchand de chevaux, maire de Tangry                                                                        |
| 1940                                     |              |                                                 |             | Les conseils d'arrondissement ont été suspendus par la loi du 12 octobre 1940 et n'ont jamais été réactivés |
| Les données manquantes sont à compléter. |              |                                                 |             | |

## Composition
Le canton de Heuchin groupe 32 communes et compte 9 851 habitants (recensement de 1999 sans doubles comptes).
| Communes              | Population (2012) | Code postal | Code Insee |
| --------------------- | ----------------- | ----------- | ---------- |
| Anvin                 | 741               | 62134       | 62036      |
| Aumerval              | 191               | 62550       | 62058      |
| Bailleul-lès-Pernes   | 304               | 62550       | 62071      |
| Bergueneuse           | 241               | 62134       | 62109      |
| Bours                 | 509               | 62550       | 62166      |
| Boyaval               | 118               | 62134       | 62171      |
| Conteville-en-Ternois | 69                | 62130       | 62238      |
| Eps                   | 182               | 62134       | 62299      |
| Équirre               | 71                | 62134       | 62301      |
| Érin                  | 152               | 62134       | 62303      |
| Fiefs                 | 329               | 62134       | 62333      |
| Fleury                | 90                | 62134       | 62339      |
| Floringhem            | 675               | 62550       | 62340      |
| Fontaine-lès-Boulans  | 90                | 62134       | 62342      |
| Fontaine-lès-Hermans  | 101               | 62550       | 62344      |
| Hestrus               | 239               | 62550       | 62450      |
| Heuchin               | 537               | 62134       | 62451      |
| Huclier               | 77                | 62130       | 62462      |
| Lisbourg              | 587               | 62134       | 62519      |
| Marest                | 242               | 62550       | 62553      |
| Monchy-Cayeux         | 274               | 62134       | 62581      |
| Nédon                 | 140               | 62550       | 62600      |
| Nédonchel             | 210               | 62550       | 62601      |
| Pernes                | 1 628             | 62550       | 62652      |
| Prédefin              | 186               | 62134       | 62668      |
| Pressy                | 284               | 62550       | 62669      |
| Sachin                | 244               | 62550       | 62732      |
| Sains-lès-Pernes      | 209               | 62550       | 62740      |
| Tangry                | 227               | 62550       | 62805      |
| Teneur                | 278               | 62134       | 62808      |
| Tilly-Capelle         | 157               | 62134       | 62818      |
| Valhuon               | 469               | 62550       | 62835      |

## Démographie
| 1962   | 1968   | 1975   | 1982   | 1990  | 1999  | 2006   | 2011   | 2012   |
| ------ | ------ | ------ | ------ | ----- | ----- | ------ | ------ | ------ |
| 11 497 | 11 106 | 10 374 | 10 118 | 9 977 | 9 851 | 10 498 | 10 936 | 11 001 |